# Neocoenorrhinus aeneovirens
Neocoenorrhinus aeneovirens är en skalbaggsart som först beskrevs av Thomas Marsham 1802.  Neocoenorrhinus aeneovirens ingår i släktet Coenorrhinus, och familjen rullvivlar. Arten är reproducerande i Sverige.

## Bildgalleri

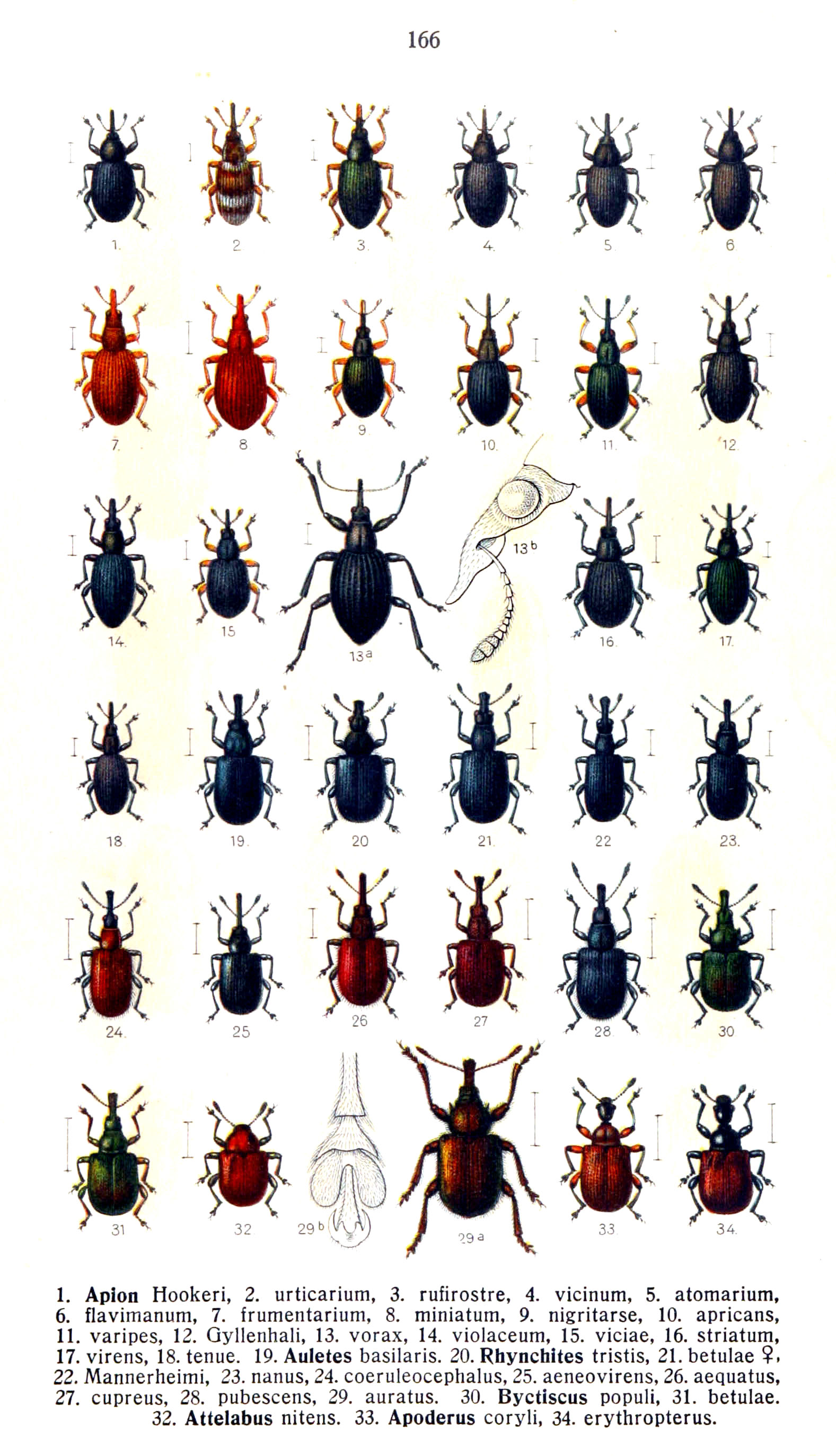